# Megarhyssa mirabilis
Megarhyssa mirabilis är en stekelart som först beskrevs av Smith 1858.  Megarhyssa mirabilis ingår i släktet Megarhyssa och familjen brokparasitsteklar. Inga underarter finns listade i Catalogue of Life.